# Ashland City (Tennessee)
Ashland City település az Amerikai Egyesült Államok Tennessee államában, Cheatham megyében, melynek megyeszékhelye is. Lakosainak száma 5193 fő (2020. április 1.).

## Népesség
A település népességének változása:

| 2010 | 4 541 |
| 2020 | 5 193 |